# Mammea angustifolia
Mammea angustifolia là một loài thực vật có hoa trong họ Calophyllaceae. Loài này được Planch. & Triana mô tả khoa học đầu tiên năm 1861.